# Quamina Creek
Quamina Creek är ett vattendrag i Belize.   Det ligger i distriktet Belize, i den centrala delen av landet, 50 km öster om huvudstaden Belmopan.